# Zvečanje
Zvečanje falu Horvátországban Split-Dalmácia megyében. Közigazgatásilag Omišhoz tartozik.

## Fekvése
Splittől légvonalban 26, közúton 32 km-re keletre, községközpontjától légvonalban 5, közúton 12 km-re északkeletre, Poljica középső részén, a Mosor-hegység déli lábnál és a Cetina északi partja felett elterülő nyugat-keleti irányú festői völgykatlan keleti részén, a 70-es számú főút mellett fekszik.

## Története
Területe már az ókorban lakott volt, azt igazolja a Gračina nevű magaslat, mely egy itt állt illír várról kapta a nevét. A középkorban része volt a 13. században alapított, úgynevezett Poljicai Köztársaságnak, mely tulajdonképpen egy jelentős autonómiával rendelkező kenézség volt. Zvečanje a köztársaság egyik kantonjának székhelye volt. Poljica kezdetben a horvát-magyar királyok, majd 1444-től a Velencei Köztársaság uralma alá tartozott. Velence nagyfokú autonómiát biztosított a poljicai települések számára. Jogi berendezkedését az 1490-ben kibocsátott Poljicai Statutum határozta meg, mely egyúttal rögzítette határait is. Zvečanje már a török hódítás előtt önálló plébániával rendelkezett. A 16. század első felében került török uralom alá, ahol Poljica szintén bizonyos fokú önállóságot élvezett. Garzadoni érsek 1625-ben meglátogatta a helyi plébániát, ekkor történik a Szent Mihály templom első írásos említése. A plébánia akkor 300 lelket számlált. A moreai háború idején szabadult fel a török uralom alól, melyet 1699-ben a karlócai béke szentesített, de Poljica autonómiájának valamely szintjét végig megőrizte. Poljica önállóságát 1807-ben a bevonuló napóleoni francia csapatok szüntették meg. Napóleon lipcsei veresége után 1813-ban a Habsburgoké lett. A településnek 1857-ben 278, 1910-ben 379 lakosa volt. 1918-ban az új szerb-horvát-szlovén állam, majd később Jugoszlávia része lett. 1942. október 1-jén plébániáját lerombolták a megszálló olasz és csetnik csapatok. A háború után a szocialista Jugoszláviához került. 1991 óta a független Horvátországhoz tartozik. Az 1960-as évek óta lakossága a fiatalok elvándorlása miatt folyamatosan csökkent. Ez a folyamat az utóbbi időben megállni látszik. 2011-ben a településnek 202 lakosa volt.

## Lakosság
| Lakosság változása | Lakosság változása | Lakosság változása | Lakosság változása | Lakosság változása | Lakosság változása | Lakosság változása | Lakosság változása | Lakosság változása | Lakosság változása | Lakosság változása | Lakosság változása | Lakosság változása | Lakosság változása | Lakosság változása | Lakosság változása |
| ------------------ | ------------------ | ------------------ | ------------------ | ------------------ | ------------------ | ------------------ | ------------------ | ------------------ | ------------------ | ------------------ | ------------------ | ------------------ | ------------------ | ------------------ | ------------------ |
| 1857               | 1869               | 1880               | 1890               | 1900               | 1910               | 1921               | 1931               | 1948               | 1953               | 1961               | 1971               | 1981               | 1991               | 2001               | 2011               |
| 278                | 398                | 286                | 286                | 329                | 379                | 410                | 417                | 402                | 408                | 337                | 304                | 253                | 233                | 210                | 202                |

## Nevezetességei
- Mihály arkangyal tiszteletére szentelt római katolikus plébániatemploma a Gračina nevű magaslaton található, mely egy ókori illír várról kapta a nevét. Bizonyos, hogy itt már a török hódítás előtt állt egy templom, mely a népi hagyomány szerint egy földrengésben pusztult el, de újjáépítették. A templomot 1625-ben említik először, majd 1711-ben Cupilli érsek egyházlátogatásakor is megemlítik. Ezt követően több alkalommal renoválták és bővítették. 1748-ban a főoltáron kívül melynek képe a Szűzanyát és Keresztelő Szent Jánost ábrázolta Szűz Mária, Szent Antal és Szent Rókus mellékoltárai voltak. 1780-ban apszisát elbontották és újjáépítették. 1781-ben Garagnin érsek szentelte újra. 1868-ban is teljesen megújították, mely után újraszentelték. Ekkor nyerte el mai formáját. 1900-ban újabb renováláson esett át. 1986 és 1993 között teljesen felújították, melyhez a németországi rottenburg-stuttgarti püspökség és Chicagoba elszármazott helyiek is jelentős anyagi támogatást nyújtottak. Homlokzatának tetején egy szép, karcsú, pengefalú harangtorony látható három haranggal.
- Szűz Mária szeplőtelen fogantatása tiszteletére szentelt római katolikus temploma Gornje Selo nevű településrészén áll. Pontos építési ideje nem ismert. A népi hagyomány szerint az a templom első formájában fogadalomból épült annak emlékére, hogy Közép-Poljica 1686-ban felszabadult a török uralom alól. Ez azonban az írásos források tükrében valószínűtlen. 1625-ben Garzadori érsek még nem említi, 1682-ben Marasović poljicai esperes egyik levelében azonban már szerepel, így a két időpont között épülhetett. A bejárat felett bosnyák írással az 1722. június 12-es dátum van bevésve, valószínűleg a templom bővítésének időpontja. A mai főoltárt 1924-ben építették, Szűz Mária barokk márványszobra naiv kőfaragó munkája. Homlokzatán nyolcágú rozetta, felül pedig pengefalú harangtorony látható három harang számára. Az 1990-es években felújították, tetőzetét lecserélték, kívül-belül újravakolták, a régi kórus helyett újat építettek, a régi oltárt felújították és környezetét is rendezték.
- A Szent Kereszt templom a Brdine nevű településrészen áll. Először 1745-ben Kačić érsek egyházlátogatásakor új templomként említik. A 18. század második felétől a Szent Mihály templom átépítésének idejétől 1871-ig ez volt a település plébániatemploma. 1971-ben teljesen megújították, a szentélyt átépítették és szembemiséző oltárt építettek. Homlokzatán hatágú rozetta, felette pengefalú harangtorony látható benne két haranggal.
- A Milićević-ház épületkomplexuma[4] három emeletes épületből áll, amelyek közül kettő keletre néz. Rájuk merőleges a füstös konyha, amely összeköti őket a nyugati házzal, amellyel közös udvaruk van. A nyugati ház bejárata a külső falon van, míg a keleti házak bejárata az udvar felől, és hozzá északról egy másik ház kapcsolódik. Az oromzatos tetőket hornyolt cserép borítja. A legkeletibb ház tető helyett kőkonzolokkal tartott lapos terasszal rendelkezik. A bejáratokat kőkeretek övezik. A ház kőlapokkal burkolt udvarral, benne kőpadokkal körülvett nagy eperfával rendelkezik. A komplexum különlegessége, hogy Nikola Milićević (1922-1999) költő szülőhelye.